# 법열의 시
《법열의 시 작품번호 54》(프랑스어: Le Poème de l'extase)는 러시아 작곡가이자 피아니스트인 알렉산드르 스크랴빈 이 신지학협회에 적극적으로 참여했던 1905년에서 1908년 사이에 쓴 교향시이다. 이 작품은 1908년 12월 10일 뉴욕에서 초연되었다. 공교롭게도 초연 연월일이 작곡가처럼 공감각이 있었던 올리비에 메시앙의 생년월일과 같다.
스크랴빈은 때때로 법열의 시를 그의 "4 번 교향곡 "이라고 불렀지만, 공식적으로 그렇게 부르지 않았고 전통적인 분리된 악장 을 피했다. 이전에 사용한 고전 소나타 건반 체계의 흔적이 있지만 더 이상 구조적으로 중요하지 않다.

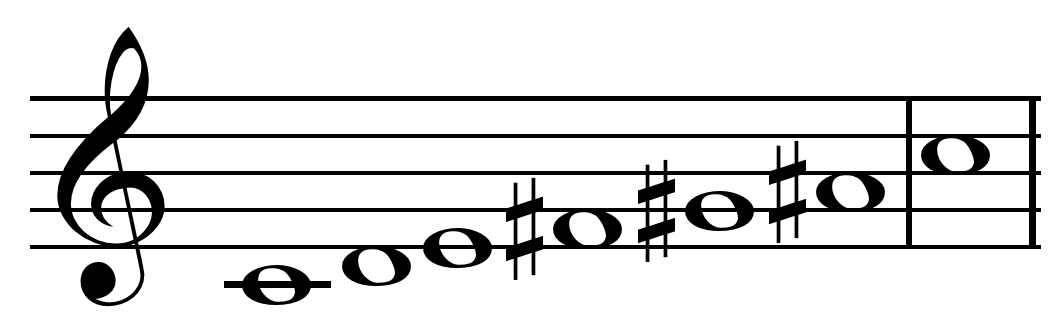
C의 전체 톤 스케일

대부분의 작품은 리드미컬한 모호함과 스크랴빈의 "신비화음" 에서 파생된 온음음계 기반의 지배적인 하모니 때문에 시간을 초월하고 서스펜스적인 느낌을 준다. 특히 어떤 키에나 기대어 스크랴빈이 음조 해상도가 거의 또는 전혀 없는 음악 페이지를 작성할 수 있다.
작품은 세 가지 주요 테마 그룹으로 나눌 수 있다. 하나는 느린 반음계 와인딩이 특징인 그룹, 다른 하나는 빠른 도약과 트릴이 특징인 더 빠르고 더 동요하는 그룹, 그리고 다른 하나는 금관이 제시하는 세 가지 주제(호른 팡파르를 제공하는 호른 팡파르)를 특징으로 한다. 리드미컬한 모티브, 주변의 질감에서 우러나오는 트럼펫 팡파르, 좀 더 서정적인 트럼펫 테마). 이 세 그룹은 작품의 시작 부분에서 별도로 제시되지만 나중에 개발되고 다른 방식으로 결합된다. 이 작품은 또한 두 가지 주요 클라이맥스로 구성된다. 하나는 중간에, 다른 하나는 끝에 있다. 둘 다 세 번째 그룹의 테마를 기반으로 하며 현악기와 목관악 트레몰로 및 트릴이 반주된다. 두 번째 클라이맥스에서 스크랴빈은 낮은 종과 오르간을 도입하고 전체에 걸쳐 트럼펫과 타악기 오스티나토를 유지한다.
스크랴빈은 비록 낭송되지는 않았지만 음악에 반주하기 위해 300행이 넘는 시를 썼다. 이 시는 영혼이 의식 속으로 상승하는 과정을 추적하며, 영혼이 그들에 대한 투쟁의 흥분을 깨닫고 나중에 "빛나는 리듬의 밝은 예감"으로 변형되는 "어두운 리듬의 떨리는 예감"의 반복적인 출현에 의해 촉진된다. "지루함, 우울함, 공허함"은 승리 후에 느꼈다. 의식으로의 상승은 3인칭 "영혼"에서 1인칭 "나"로의 점진적인 전환으로 설명된다.

## 악기 편성
- 목관악기: 피콜로, 플루트3, 오보에3, 잉글리시 호른, 클라리넷3, 베이스 클라리넷, 바순3, 콘트라바순
- 금관악기: 호른8, 트럼펫5, 트롬본3, 튜바
- 타악기: 팀파니, 글로켄슈필, 트라이앵글, 큰북, 심벌즈, 탐탐, 종2
- 건반악기: 첼레스타, 오르간(또는 하모늄)
- 현악기: 하프 2, 제1·2바이올린, 비올라, 첼로, 더블베이스